# Хеген
Хеген (фр. Haegen) насеље је и општина у источној Француској у региону Алзас, у департману Доња Рајна која припада префектури Саверн.
По подацима из 2011. године у општини је живело 643 становника, а густина насељености је износила 31,64 становника/km². Општина се простире на површини од 20,32 km². Налази се на средњој надморској висини од 280 метара (максималној 587 m, а минималној 195 m).

## Демографија
| 1962. | 1968. | 1975. | 1982. | 1990. | 1999. | 2011. |
| ----- | ----- | ----- | ----- | ----- | ----- | ----- |
| 493   | 502   | 512   | 511   | 569   | 627   | 643   |

График промене броја становника у току последњих година